# Josep Obiols Navarro
Josep Obiols Navarro (Barcelona, 17 de mayo de 1908-17 de enero de 1998) fue un futbolista español. Como centrocampista jugó en dos equipos de la Primera División de la Liga española: el Fútbol Club Barcelona (donde disputó solo ocho partidos, ganando una liga) y el C. E. Europa (25 partidos y 1 gol). Fue internacional una vez, contra Checoslovaquia (España 1 - Checoslovaquia 0).

## Palmarés
| Título | Club                  | Año  |
| ------ | --------------------- | ---- |
| Liga   | Fútbol Club Barcelona | 1929 |

## Equipos
| Club                  | País   | Año  |
| --------------------- | ------ | ---- |
| Fútbol Club Barcelona | España | 1928 |
| C. D. Europa          | España | 1929 |